# Nicole Shanahan
Nicole Ann Shanahan (n. 26 septembrie 1985, California, SUA) este un tehnolog și avocat american, care candidează pentru funcția de vicepreședinte al SUA, împreună cu Robert F. Kennedy Jr..
Shanahan a fost căsătorită cu co-fondatorul Google Sergey Brin din 2018 până la divorțul acestora în 2021.